# Gymer
Gymer (Gymir) – w mitologii nordyckiej jeden z olbrzymów mieszkających w Utgardzie, ojciec Gerdy, żony Frejra.